# Faustino Xavier de Novaes
Faustino Xavier de Novaes (Porto, 17 de fevereiro de 1820 – Rio de Janeiro, 16 de agosto de 1869) foi um jornalista, poeta e escritor português radicado a partir de 1858 no Rio de Janeiro, melhor conhecido como irmão de Carolina Augusta Xavier de Novais, esposa de Machado de Assis, e amigo do escritor.
Colaborou na Revista Contemporânea de Portugal e Brasil (1859-1865) e editou a revista literária quinzenal O Futuro (1862-1863).